# The Office (1.ª temporada)
A primeira temporada da série de televisão The Office estreou na NBC em 24 de março de 2005 e foi concluída em 26 de abril de 2005, consistindo em seis episódios. The Office é uma adaptação da comédia britânica e apresentada o formato mocumentário, retratando a vida cotidiana dos funcionários da filial da empresa de papel Dunder Mifflin em Scranton. A temporada é estrelada por Steve Carell, Rainn Wilson, John Krasinski, Jenna Fischer e B. J. Novak.
Esta temporada apresentou os personagens principais e estabeleceu o enredo geral, que gira em torno do gerente regional Michael Scott (Carell) tentando convencer os telespectadores de que ele lidera um escritório feliz e bem administrado. Enquanto isso, o representante de vendas Jim Halpert (Krasinski) faz pegadinhas contra seu colega, Dwight Schrute (Wilson); a recepcionista Pam Beesly (Fischer) tenta lidar com as insensibilidades e falhas de Michael; e o funcionário temporário Ryan Howard (Novak) observa a insanidade ao seu redor.
Originalmente, os episódios de The Office foram ao ar às 21h30 nas terças-feiras. A temporada estreou com altos números de audiência e recebeu críticas moderadamente positivas, com exceção do piloto. Apesar de algumas avaliações positivas, a maioria dos especialistas argumentaram que o piloto tratava-se de uma cópia integral da versão britânica. A Universal Studios Home Entertainment lançou a temporada em um único DVD em 16 de agosto de 2005. O DVD continha todos os seis episódios, junto com comentários do diretor, roteiristas e atores sobre a maioria dos episódios, bem como cenas excluídas.

## Produção
A primeira temporada foi produzida pela Reveille Productions e Deedle-Dee Productions, ambas em associação com a NBC Universal Television Studios. O programa é baseado na série britânica criada por Ricky Gervais e Stephen Merchant e possui produção executiva de Greg Daniels, junto com os produtores consultores Larry Wilmore e Lester Lewis.  Os roteiristas incluem Daniels, Gervais, Merchant e Michael Schur, além de Mindy Kaling, Paul Lieberstein e B. J. Novak, que escreveram três episódios e também interpretam personagens. Nesta temporada, Schur foi co-produtor, Kaling foi redator, Lieberstein era produtor consultor e Novak editor executivo. O primeiro episódio, "Pilot", foi baseado na versão britânica, com muitas cenas copiadas integralmente e algumas piadas sendo adaptadas por Daniels.
The Office  contou com uma "equipe de diretores" freelancers, com a primeira temporada possuindo cinco. Ken Kwapis dirigiu os dois primeiros episódios, "Pilot" e "Diversity Day", e dirigiria outros onze ao todo, incluindo o final da série. Ken Whittingham, que trabalhou em "Health Care", iria repetir a ocupação em mais oito episódios no total. Daniels produziu e dirigiu "Basketball". A temporada foi quase inteiramente filmada em um escritório real em Los Angeles, Califórnia. Além disso, a cidade de Scranton, Pensilvânia, onde se passa o programa, também foi gravada para a abertura.

## Elenco
Muitos personagens presentes em The Office são baseados na versão britânica da série. Embora esses papéis recebam a mesma personalidade que suas contrapartes, eles foram redesenhados para melhor se adequarem na sociedade dos Estados Unidos. O programa possui um elenco grande e muitos são conhecidos por seu trabalho de improvisação.

### Principal
- Steve Carell como Michael Scott, gerente regional da filial da Dunder Mifflin em Scranton.[6] Baseado em David Brent, papel de Gervais na versão britânica, Scott é um homem estúpido e solitário, que tenta ser amigo dos funcionários do escritório fazendo piadas inapropriadas.[7]
- Rainn Wilson como Dwight Schrute, que, baseado em Gareth Keenan, é o orgulhoso e bajulador assistente do gerente regional.[8]
- John Krasinski como Jim Halpert, um representante de vendas baseado em Tim Canterbury. Além de realizar pegadinhas frequentes, é apaixonado por Pam.[9]
- Jenna Fischer como Pam Beesly, uma recepcionista baseada em Dawn Tinsley. É tímida, mas costuma ajudar Jim em suas pegadinhas contra Dwight.[10]
- B. J. Novak como Ryan Howard, um trabalhador temporário.[11]

### Recorrente
- Melora Hardin como Jan Levinson-Gould, vice-presidente de vendas.[12]
- David Denman como Roy Anderson, funcionário do depósito e noivo de Pam.[12]
- Leslie David Baker como Stanley Hudson, um vendedor mal-humorado.[12]
- Brian Baumgartner como Kevin Malone, um contador estúpido.[12]
- Creed Bratton como Creed Bratton, o responsável pela garantia de qualidade.[12]
- Kate Flannery como Meredith Palmer, representante de relações com fornecedores.[12]
- Mindy Kaling como Kelly Kapoor, responsável pelo atendimento ao cliente.[12]
- Angela Kinsey como Angela Martin, uma contadora arrogante, interesse amoroso de Dwight.[12]
- Paul Lieberstein como Toby Flenderson, o representante de recursos humanos triste.[12]
- Oscar Nunez como Oscar Martinez, um contador inteligente.[12]
- Craig Robinson como Darryl Philbin, gerente do depósito.[12]
- Phyllis Smith como Phyllis Lapin, uma vendedora.[12]
- Devon Abner como Devon White, responsável pela relação com fornecedores.[12]

### Convidados
- Toby Huss como a voz de Todd Packer, um caixeiro-viajante idiota e melhor amigo de Michael (David Koechner interpretaria o personagem em temporadas posteriores).[13]
- Larry Wilmore como Mr. Brown, um consultor que chega para ensinar ao escritório sobre tolerância e diversidade.[12]
- Patrice O'Neal como Lonny Collins, um trabalhador do depósito.[12]
- Amy Adams como Katy Moore, uma vendedora de bolsas.[12]

## Transmissão e recepção

### Audiência

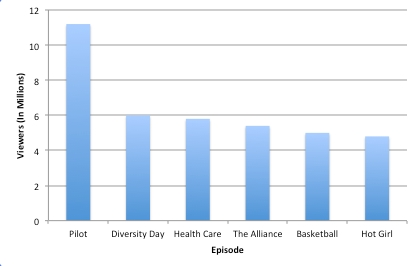
Audiência dos episódios da primeira temporada de The Office

O primeiro episódio de The Office conquistou mais de onze milhões de telespectadores, com a NBC permanecendo em terceiro lugar durante sua exibição. O piloto foi ao ar numa quinta-feira à noite, já o segundo episódio foi transferido para terça-feira, permanecendo até o final. The Office perdeu audiência com a alteração, caindo para menos de 6 milhões de telespectadores, pouco mais da metade da exibição anterior. Seu último episódio, "Hot Girl", recebeu uma das piores audiências da história do programa, com apenas 2,2 milhões de espectadores e 10% de share. Após o fracasso, muitos críticos previram erroneamente que "Hot Girl" serviria como o final da série. Ao todo, a temporada teve uma média de 5,4 milhões de telespectadores, ficando em 102º lugar entre os programas de maior audiência na temporada 2004-2005 da televisão estadunidense.

### Críticos

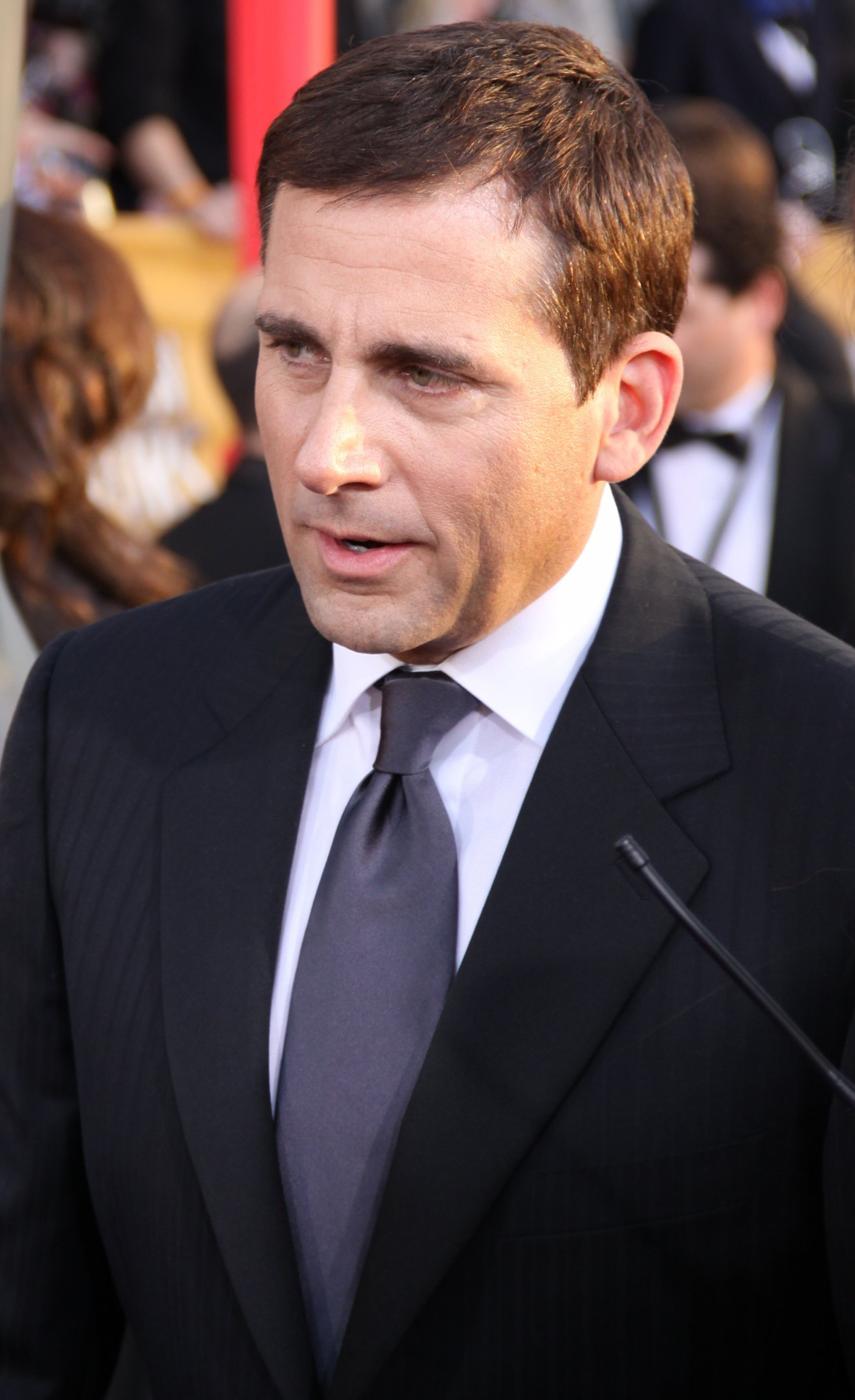
Steve Carell foi inicialmente criticado por sua interpretação de Michael Scott, embora seu personagem logo tenha conquistado a crítica.

A estreia da série, "Pilot", recebeu críticas mistas. Após os primeiros episódios, os críticos argumentaram que The Office seria outra versão fracassada de uma comédia originalmente do Reino Unido, comparando o programa com a versão estadunidense de Coupling. O jornal The Deseret Morning News compartilhava esse pensamento e escreveu que "talvez, depois de The Office ter uma morte rápida na NBC, a emissora decidirá que tentar americanizar as comédias da televisão britânica não é uma boa ideia". The New York Daily News afirmou que a série "não era ousada nem engraçada", acrescentando que "a versão da NBC está tão diluída que resta pouco além de água lamacenta". The Los Angeles Times argumentou que Steve Carell, que interpreta Scott e também apareceu no filme Anchorman: The Legend of Ron Burgundy, era "muito cartoon" e que a "tristeza por trás dos personagens" estava "perdida na tradução".
Apesar dessas críticas, alguns episódios receberam avaliações positivas. A temporada teve pontuação 62 de 100 no Metacritic, que atribui uma média ponderada, com "avaliações geralmente favoráveis". A revista Time escreveu que "é irônico que a sitcom mais original da NBC em anos seja um remake, mas quem se importa? The Office é uma abordagem ousada e inabalável sobre as tensões no local de trabalho". Boston.com afirmou que a primeira temporada foi "boa" e que a diferença dos personagens originais aumentou a popularidade da série. Rob Owen do Pittsburgh Post-Gazette declarou que, embora a NBC tenha fracassado no passado com Coupling, The Office tinha obtido sucesso. Entertainment Weekly concedeu à temporada um "B+" e escreveu que a série "é inteligente e insular, capturando todo o trabalho penoso, constrangimento e rivalidade da vida em escritórios" e que os últimos cinco episódios mostraram que o programa "cruzou o lago com facilidade".
Além disso, "Diversity Day", seu segundo episódio, foi considerado um dos melhores de toda a série. O TV Guide nomeou-o o décimo nono melhor episódio de todos exibidos na televisão em 2009. A revista Rolling Stone nomeou a cena em que Michael mostra ao escritório seu vídeo sobre diversidade racial como o terceiro melhor momento do programa.

### Prêmios
Em seu primeiro ano, The Office foi indicado a vários prêmios, incluindo três Writers Guild of America Award. Isso inclui indicações para Melhor Roteiro em Série de Comédia e Melhor Roteiro em Nova Série. Além disso, por seu trabalho no "Diversity Day", B. J. Novak foi indicado na categoria Melhor Roteiro em Episódio de Comédia.

## Episódios
| N.º na série | N.º na temp. | Título          | Dirigido por    | Escrito por                                    | Exibição original   | Cód. de produção | Audiência nos EUA (milhões) |
| --- | ------------ | --------------- | --------------- | ---------------------------------------------- | ------------------- | ---------------- | --------------------------- |
| 1 | 1            | "Pilot"         | Ken Kwapis      | Ricky Gervais, Stephen Merchant e Greg Daniels | 24 de março de 2005 | 1001             | 11,23                       |
| Uma equipe de documentário chega ao escritório da Dunder Mifflin em Scranton para observar os funcionários e aprender sobre a gestão moderna. O gerente regional Michael Scott (Steve Carell) tenta pintar um quadro feliz diante da potencial crise da empresa. O escritório também contrata um novo funcionário temporário, Ryan Howard (B. J. Novak), enquanto o vendedor Jim Halpert (John Krasinski) faz pegadinhas contra o colega Dwight Schrute (Rainn Wilson), para alegria da recepcionista Pam Beesly (Jenna Fischer). |              |                 |                 |                                                |                     |                  |                             |
| 2 | 2            | "Diversity Day" | Ken Kwapis      | B. J. Novak                                    | 29 de março de 2005 | 1002             | 5,95                        |
| A controversa imitação de Michael de uma piada de Chris Rock força a equipe a se submeter a um seminário sobre diversidade racial. Um consultor (Larry Wilmore) chega para ensinar a equipe sobre tolerância e diversidade, mas Michael insiste em transmitir suas próprias informações, irritando tanto o consultor quanto todo o pessoal do escritório. Ele eventualmente atribui a cada membro da equipe um papel com uma etnia diferente, reforçando os esteriótipos. Enquanto isso, Jim luta para manter uma lucrativa extensão de contrato, mas Dwight faz a venda antes. No entanto, quando Pam adormece no ombro de Jim no final da reunião, ele conclui que "não foi um dia ruim". |              |                 |                 |                                                |                     |                  |                             |
| 3 | 3            | "Health Care"   | Ken Whittingham | Paul Lieberstein                               | 5 de abril de 2005  | 1006             | 5,83                        |
| Em um esforço para economizar dinheiro e evitar demissões, Michael encarrega Dwight de escolher o novo plano de saúde da empresa. O plano escolhido reduz benefícios, para desgosto dos outros funcionários. Na tentativa de acalmá-los, Michael promete uma surpresa a todo o escritório e depois passa o resto do dia lutando para cumprir sua promessa. Os funcionários esperam pela surpresa de Michael, que ele, desajeitadamente, nunca entrega. Enquanto isso, Jim e Pam se divertem enganando Dwight com falsas doenças. |              |                 |                 |                                                |                     |                  |                             |
| 4 | 4            | "The Alliance"  | Bryan Gordon    | Michael Schur                                  | 12 de abril de 2005 | 1004             | 5,26                        |
| À medida que circulam rumores de redução de pessoal, a paranóia toma conta dos membros do escritório. Dwight forma uma aliança com Jim contra os outros funcionários — mais tarde adicionando Pam também. Enquanto isso, Michael organiza uma festa de aniversário para animar Meredith Palmer (Kate Flannery), embora falte mais de um mês para o aniversário dela. Michael fica angustiado escrevendo o cartão de aniversário perfeito e, no final, faz uma piada sobre demissão, arruinando a festa. |              |                 |                 |                                                |                     |                  |                             |
| 5 | 5            | "Basketball"    | Greg Daniels    | Greg Daniels                                   | 19 de abril de 2005 | 1005             | 5,03                        |
| A equipe do escritório enfrenta os trabalhadores do depósito em um jogo de basquete para decidir quem deve trabalhar no sábado. Através de ideais racistas e sexistas, Michael escolhe os trabalhadores menos qualificados. Ele alega que sofreu uma "falta pessoal intencional", interrompe o jogo e declara seu time vencedor. O pessoal do depósito considera a decisão injusta e Michael cede à pressão, concedendo a vitória. Tentando animar a equipe, ele afirma que não devem ir no sábado também, já que um dia adicional não impediria a demissão. |              |                 |                 |                                                |                     |                  |                             |
| 6 | 6            | "Hot Girl"      | Amy Heckerling  | Mindy Kaling                                   | 26 de abril de 2005 | 1003             | 4,83                        |
| Quando uma atraente vendedora de bolsas chamada Katy (Amy Adams) chega ao escritório, Michael e Dwight disputam sua atenção. Enquanto isso, a sede da Dunder Mifflin envia US$ 1.000 como prêmio para o melhor vendedor de escritório, mas Michael gasta o dinheiro em uma máquina de café expresso, tentando impressionar Katy. No entanto, no final ela sai com Jim, devastando Michael e Dwight. |              |                 |                 |                                                |                     |                  |                             |

## Lançamento em DVD
| The Office: The Complete First Season                                                                                        | | | | | | | |
| Detalhes do DVD | Detalhes do DVD | Detalhes do DVD | Detalhes do DVD | Características especiais | Características especiais | Características especiais | Características especiais |
| - 6 episódios - 1 disco - Proporção da tela: 1.78:1 - Legendas: inglês, espanhol - Áudio: inglês (Dolby Digital 2.0 Estéreo) | - 6 episódios - 1 disco - Proporção da tela: 1.78:1 - Legendas: inglês, espanhol - Áudio: inglês (Dolby Digital 2.0 Estéreo) | - 6 episódios - 1 disco - Proporção da tela: 1.78:1 - Legendas: inglês, espanhol - Áudio: inglês (Dolby Digital 2.0 Estéreo) | - 6 episódios - 1 disco - Proporção da tela: 1.78:1 - Legendas: inglês, espanhol - Áudio: inglês (Dolby Digital 2.0 Estéreo) | - Comentários dos atores, roteiristas, diretores e produtores sobre 4 episódios: "Pilot" "Diversity Day" "The Alliance" "Basketball" - Cenas deletadas de todos os episódios | - Comentários dos atores, roteiristas, diretores e produtores sobre 4 episódios: "Pilot" "Diversity Day" "The Alliance" "Basketball" - Cenas deletadas de todos os episódios | - Comentários dos atores, roteiristas, diretores e produtores sobre 4 episódios: "Pilot" "Diversity Day" "The Alliance" "Basketball" - Cenas deletadas de todos os episódios | - Comentários dos atores, roteiristas, diretores e produtores sobre 4 episódios: "Pilot" "Diversity Day" "The Alliance" "Basketball" - Cenas deletadas de todos os episódios |
| Datas de lançamento | | | | | | | |
| Região 1 | Região 1 | Região 1 | Região 1 | Região 2 | Região 2 | Região 2 | Região 2 |
| 16 de agosto de 2005 | 16 de agosto de 2005 | 16 de agosto de 2005 | 16 de agosto de 2005 | 10 de abril de 2006 | 10 de abril de 2006 | 10 de abril de 2006 | 10 de abril de 2006 |